# Lophogaster spinosus
Lophogaster spinosus is een kreeftachtigensoort uit de familie van de Lophogastridae. De wetenschappelijke naam van de soort is voor het eerst geldig gepubliceerd in 1906 door Ortmann.